# Yang Shuchao
Yang „yori“ Shuchao (* 14. September 1982) ist ein chinesischer E-Sportler aus der Provinz Guangdong. Bei Wettkämpfen tritt er in der Disziplin FIFA an.
Seinen größten Erfolg feierte Shuchao mit dem Gewinn der Goldmedaille bei den Hallenspielen der Asienspiele 2007 in Macau. Im Jahr 2006 gewann er bereits das chinesische Qualifikationsturnier für die World Cyber Games 2006. Beim Finale in Monza musste er sich, nach überstandener Gruppenphase, dem deutschen Michael „Chocoyote“ Oprée in der Runde der letzten 32 geschlagen geben. Beim EA Sports FIFA Online League World Championship wurde Shuchao zusammen mit seinem Teampartner Xi „3GM“ Zhang zweiter hinter Südkorea.
| Personendaten    | Personendaten          |
| ---------------- | ---------------------- |
| NAME             | Yang, Shuchao          |
| ALTERNATIVNAMEN  | yori (Pseudonym)       |
| KURZBESCHREIBUNG | chinesischer eSportler |
| GEBURTSDATUM     | 14. September 1982     |